# Tomás (mestre dos soldados)
Tomás foi um oficial bizantino de origem armênia do século VI, ativo durante o reinado do imperador Justiniano (r. 527–565). Era pai do general João Guzes. Em data desconhecida, provavelmente ca. 527/535 segundo os autores da Prosopografia do Império Romano Tardio, comandou tropas em Lázica, onde construiu muitos fortes sob ordens do imperador.
É incerto qual ofício ocupou, mas sugere-se que Tomás fosse mestre dos soldados vacante e que teria antecedido João Tzibo no comando das tropas estacionadas no país. O historiador Procópio de Cesareia afirma que Justiniano considerava-o um homem de inteligência. É por vezes identificado com o homônimo conde da Armênia Tércia.